# Max Ehrhardt (Architekt)

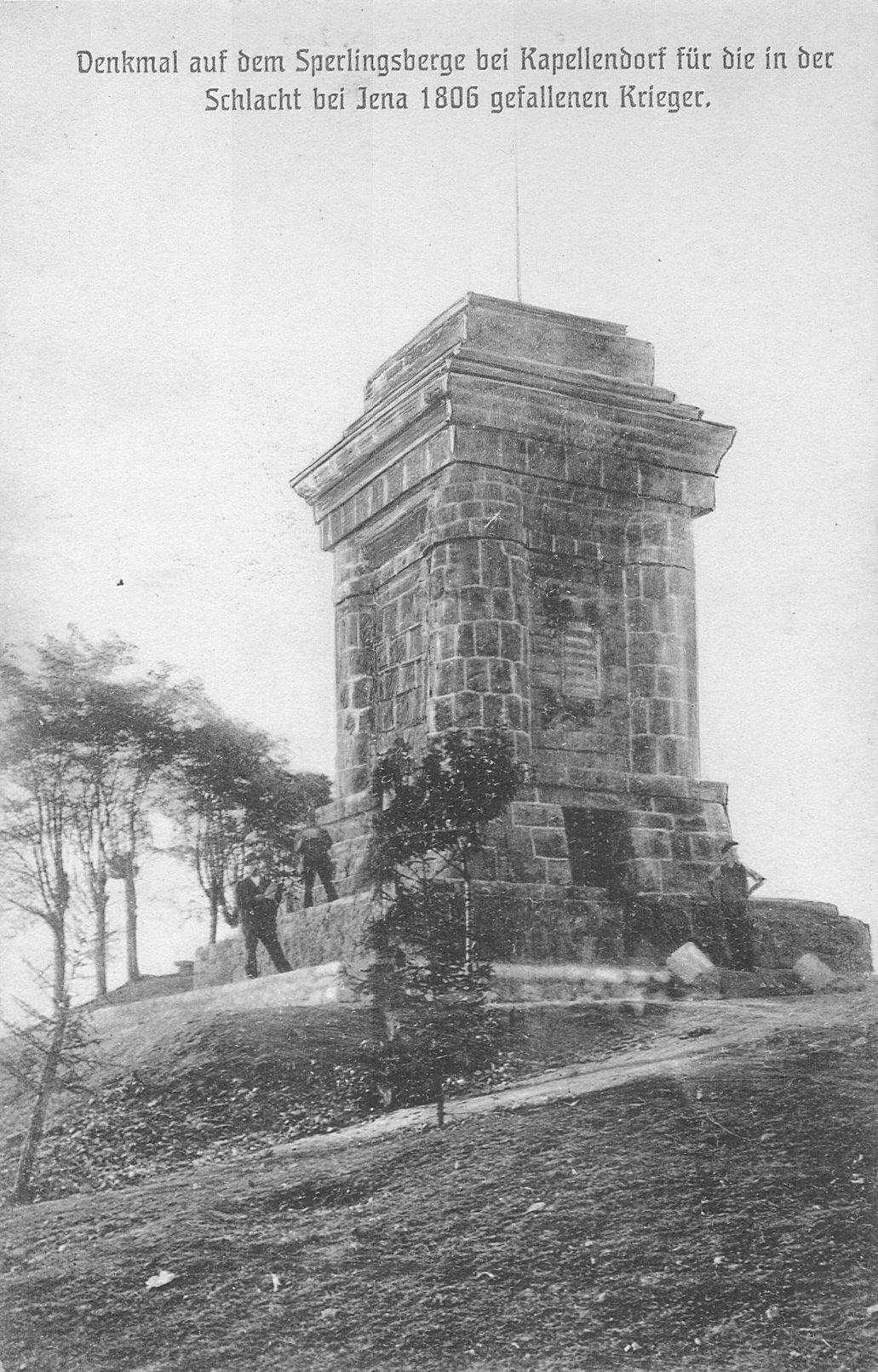
(als Bismarckturm geplantes) Kriegerdenkmal in Kapellendorf

Max Ehrhardt (* 1866; † 14. Oktober 1932 in Weimar) war ein deutscher Architekt und Bauunternehmer in Apolda, der die Titel eines (großherzoglichen) Kommissionsrats und eines Baurats trug.

## Leben und Wirken
Ehrhardt gründete zusammen mit dem Architekten Rudolf Zapfe und dem Maurermeister Wilhelm Bischoff das Unternehmen Sand- und Kieswerke Weimar GmbH, das ab 1913 über eine Materialseilbahn Kies aus den Kiesgruben in Umpferstedt bis zur Weimarer Eduard-Rosenthal-Straße transportierte. Ehrhardt und Bischof schieden 1921 als Geschäftsführer des Unternehmens aus, sodass Zapfe als alleiniger Inhaber verblieb.
Ehrhardt entwarf das Kriegerdenkmal am Sperlingsberg in Kapellendorf, wobei er sich erkennbar an dem viel beachteten Typen-Entwurf „Götterdämmerung“ des Architekten Wilhelm Kreis orientierte, nach dem bereits etliche Bismarcktürme in Deutschland ausgeführt worden waren. Der 12 Meter hohe Turm wurde am 13. Oktober 1907 eingeweiht.
Ehrhardt veröffentlichte 1903 auch eine Loseblattsammlung über Bismarcktürme. Ein Kommentator befand, dass sich die Frage nach einer zentralen Auskunftsstelle für Bismarckdenkmäler mit Ehrhardt's Loseblattsammlung gelöst hatte. Ehrhardt verfasste außerdem eine Festschrift zur Geschichte des Thüringer Wintersports, die 1908 erschien. Ehrhardt war von 1907 bis 1919 Schatzmeister des Thüringer Wintersportverbands und wurde mit der Ehrenbürgerwürde von Oberhof ausgezeichnet. Er hatte großen Anteil an der Entwicklung Oberhofs zum Wintersportort, die vor allem von Curt Weidhaas vorangetrieben wurde. In Oberhof wurde auch der Max-Ehrhardt-Platz nach ihm benannt.
Ehrhardt hinterließ eine testamentarische Schenkung von 15.000 Reichsmark.

## Schriften
- Bismarck im Denkmal des In- und Auslandes, 1. Band. Thüringische Verlags-Anstalt, Eisenach / Leipzig 1903.
- Die Entwicklung des Wintersports im Thüringer Walde. Festschrift zum 24. Geburtstage Sr. königlichen Hoheit des Herzogs Carl Eduard von Sachen-Coburg und Gotha am 19. Juli 1908. o. O. 1908.